# .bs
.bs es el dominio de nivel superior geográfico (ccTLD) para Bahamas.